# Powiat Rheingau-Taunus
Powiat Rheingau-Taunus – powiat w Niemczech, w kraju związkowym Hesja, w rejencji Darmstadt. Siedzibą powiatu jest miasto Bad Schwalbach.

## Podział administracyjny
Powiat składa się z:
- 8 miast
- 9 gmin

Miasta:
| Lp. | Nazwa miasta       | Ludność (30 VI 2013) | Powierzchnia km² |
| --- | ------------------ | -------------------- | ---------------- |
| 1   | Bad Schwalbach     | 10431                | 40,27            |
| 2   | Eltville am Rhein  | 16719                | 46,77            |
| 3   | Geisenheim         | 11631                | 40,34            |
| 4   | Idstein            | 23660                | 79,60            |
| 5   | Lorch              | 3816                 | 54,00            |
| 6   | Oestrich-Winkel    | 11386                | 59,53            |
| 7   | Rüdesheim am Rhein | 9752                 | 51,00            |
| 8   | Taunusstein        | 28517                | 67,03            |

Gminy:
| Lp. | Nazwa gminy   | Ludność (30 VI 2013) | Powierzchnia km² |
| --- | ------------- | -------------------- | ---------------- |
| 1   | Aarbergen     | 5938                 | 33,94            |
| 2   | Heidenrod     | 7760                 | 95,94            |
| 3   | Hohenstein    | 6005                 | 63,79            |
| 4   | Hünstetten    | 10174                | 50,56            |
| 5   | Kiedrich      | 3921                 | 12,35            |
| 6   | Niedernhausen | 14391                | 35,25            |
| 7   | Schlangenbad  | 6128                 | 36,55            |
| 8   | Waldems       | 5207                 | 36,68            |
| 9   | Walluf        | 5475                 | 6,74             |

## Współpraca
Miejscowości partnerskie powiatu:
- Charlottenburg-Wilmersdorf, Berlin